# Alano Maria Pena
Dom Frei Alano Maria Pena, O.P. (Rio de Janeiro, 7 de outubro de 1935) é um frade dominicano, bispo católico brasileiro, atual arcebispo emérito de Niterói.

## Vida religiosa e estudos
Realizou seus estudos iniciais, no período de 1940 a 1946, no Colégio Santa Rosa de Lima e Colégio Santo Inácio, no Rio de Janeiro. Ingressou na Escola Apostólica dos dominicanos no ano de 1947, em Juiz de Fora, onde concluiu seus estudos.
Professou os votos religiosos na Ordem Dominicana no dia 8 de março de 1956. Cursou Filosofia e Teologia em São Paulo.
Sua ordenação presbiteral foi em São Paulo, no dia 28 de outubro de 1961.  No período de 1971 a 1972 realizou estudos em Missiologia na Université Saint Paul, em Ottawa.

## Episcopado
O Papa Paulo VI no dia 7 de abril de 1975, nomeou Frei Alano como bispo titular de Vardimissa e auxiliar do Arcebispo de Belém. Sua ordenação episcopal deu-se em Belém, no dia 25 de maio de 1975, pelas mãos de Dom Aberto Ramos, Dom Alain du Noday e de Dom Estêvão de Avellar.

### Encargos episcopais
Ao longo de sua vida, Dom Alano ocupou diferentes funções em Belém, Marabá, Itapeva e Nova Friburgo, até ser nomeado Arcebispo Metropolitano de Niterói no dia 24 de setembro de 2003, pelo Papa João Paulo II. O Papa Bento XVI aceitou o pedido de renúncia ao cargo de arcebispo, conforme pede o direito canônico para os bispos de 75 anos completos, no dia 30 de novembro de 2011. Dom Alano é atualmente Arcebispo Emérito de Niterói. 
| Período     | Circunscrição                     | Função                  |
| ----------- | --------------------------------- | ----------------------- |
| 1975 — 1978 | Diocese de Vardimissa (histórica) | Bispo titular           |
| 1975 — 1976 | Arquidiocese de Belém do Pará     | Bispo auxiliar          |
| 1976        | Prelazia de Marabá                | Bispo prelado coadjutor |
| 1976 — 1979 | Prelazia de Marabá                | Bispo prelado           |
| 1979 — 1985 | Diocese de Marabá                 | Bispo diocesano         |
| 1985 — 1993 | Diocese de Itapeva                | Bispo diocesano         |
| 1993 — 2003 | Diocese de Nova Friburgo          | Bispo diocesano         |
| 2003 — 2011 | Arquidiocese de Niterói           | Arcebispo Metropolitano |

Em 1976, foi detido para interrogatório, por ter defendido posseiros da região onde ocorrera a Guerrilha do Araguaia, contra violações de direitos humanos.

### Ordenações episcopais
Principal ordenante de:
- Dom Roberto Francisco Ferrería Paz
- Dom Tarcísio Nascentes dos Santos

Co-ordenante de: 
- Dom Altamiro Rossato, C.SS.R.
- Dom Gorgônio Alves da Encarnação Neto, C.R.
- Dom Fernando Arêas Rifan
- Dom Paulo Francisco Machado
- Dom Antônio Augusto Dias Duarte
- Dom Edney Gouvêa Mattoso
- Dom Edson Castro Homem
- Dom Tarcísio Scaramussa
- Dom Gilson Andrade da Silva